# Oriano de Almeida
Oriano de Almeida (Belém, 15 de julho de 1921 — Natal, 11 de maio de 2004) foi um pianista, compositor, musicólogo e professor brasileiro.
Nascido em uma família de artistas, desde muito cedo demonstrou inclinação para a música. Foi introduzido no piano por sua mãe aos cinco anos, continuando os estudos com Helena Mindelo. Em 1930 a família se mudou para Natal, e nesta altura iniciou estudos mais consistentes com seu primo e padrinho, o maestro e pianista Waldemar de Almeida. Formou-se em piano com 12 anos no Instituto de Música do Rio Grande do Norte e em 1936 deu seu primeiro recital público, em Recife. Aperfeiçoou-se no Rio de Janeiro com Magdalena Tagliaferro, que previu para ele um futuro brilhante. Em sua carreira se apresentou em quase todos os estados brasileiros e nos Estados Unidos, França, Itália, Espanha, Polônia, Uruguai, Paraguai e Argentina. Na Inglaterra apresentou-se a convite do governo britânico.
A partir do fim da década de 1960 sua carreira de concertista entrou em ritmo menos intenso, passando a se dedicar principalmente à pesquisa, à divulgação cultural e à docência, mas continuaria se apresentando até a década de 1980. Deu aulas privadas, ministrou cursos na Universidade Federal de Pernambuco, no Conservatório Alberto Nepomuceno de Fortaleza, no Conservatório Carlos Gomes de Belém, na Escola Nacional de Música no Rio e na Academia de Música Lorenzo Fernandez no Rio, e lecionou na Universidade Federal do Rio Grande do Norte (UFRN) a partir de 1981.
Foi membro do Grupo Música Viva fundado por Hans-Joachim Koellreutter e assinou o Manifesto 1944, importante documento na história da música contemporânea brasileira. Participou do juri de premiação do IV Concurso Nacional de Piano Maurício Schwartzmann de São Paulo em 1956 e do júri do Concurso Nacional de Piano do Rio de Janeiro de 1960. Foi um dos integrantes do duo pianístico oficial da Rádio MEC e na mesma emissora manteve a partir de 1961 um programa educativo semanal divulgando música erudita. Em 1969 foi nomeado Diretor Artístico da rádio. Foi membro da Academia Norte-Riograndense de Letras e do Instituto Histórico e Geográfico do Rio Grande do Norte.
Como compositor deixou canções, música de salão e uma coleção de peças para piano de inspiração folclórica. Em 1964 lançou um LP pelo selo Sol que, de acordo com matéria no Diário de Notícias, obteve um "sucesso fora do comum". Mais tarde um grupo de obras suas foi gravado para o Projeto Memória mantido pela UFRN, como um dos "porta-vozes significativos da força musical, poética e romântica capazes de levar a mensagem musical potiguar a todos os quadrantes do país".
Escreveu Paris... Nos Tempos de Debussy, que mais do que uma biografia de Debussy, segundo o crítico João Carlos Taveira, é um "livro admirável", "um painel histórico abrangente, que inclui a ciência, a música, as artes plásticas, a literatura e, principalmente, a política, na transição da Monarquia para os ventos inconstantes da República. [...] Ao fundir as artes e a política num mesmo cadinho, o autor nos oferece momentos de delicada beleza plástica. [...] Livros como esse deviam ser editados e reeditados por uma grande editora e distribuídos nacionalmente, para que os jovens tivessem acesso a uns instantes mágicos da história universal".
Foi reconhecido como um grande pianista e um personagem importante para o desenvolvimento da cultura pianística no Rio Grande do Norte. Foi um dos maiores conhecedores e intérpretes brasileiros da obra de Chopin, e segundo Luís Nassif, "nos anos 40 chegou a ser considerado um dos três maiores intérpretes de Chopin em todo o mundo". Em 1960, a convite da Rádio MEC, apresentou e gravou a obra integral de Chopin, acompanhada de comentários, no ano em que se comemorava os 150 anos do natalício do compositor. Foram 44 programas radiofônicos, que tiveram grande audiência, acompanhados de 44 artigos publicados no jornal Diário de Notícias. A adida cultural da Polônia no Brasil, Monika Mirabel, louvou o papel de Almeida em iniciativa "de tão grande repercussão", acrescentando que "somente este grande esforço de apresentação da obra chopiniana, de maneira ordenada, enriquecida de observações tão penetrantes, colocaria em posição de primeiro plano sua contribuição efetiva ao estreitamento dos múltiplos laços culturais que unem nossos países. No terreno da música, este seu trabalho alcança um significado especial, remarcado ainda pelo êxito das audições". No mesmo ano deu o concerto inaugural do Ciclo de Chopin no Teatro Municipal do Rio de Janeiro, e uma aula magna sobre o compositor na Academia Musical Lorenzo Fernandes. Em 1972 foi nomeado "Embaixador de Chopin no Brasil" pelo Instituto Fryderyk Chopin de Varsóvia, e em 1978 foi um dos pianistas envolvidos na primeira apresentação ao vivo da obra completa de Chopin no Rio de Janeiro, em série de recitais na Sala Cecília Meireles.
Recebeu muitas críticas elogiosas na imprensa: "Tem domínio absoluto do teclado. Na técnica, na sensibilidade, na tradução fidelíssima do que se compreende que o autor quis escrever. [...] Oriano não toca, vive Chopin" (Diário de Sergipe). "Não se pode dizer qual a melhor interpretação dada por Oriano, porque tudo foi maravilhosamente executado" (Correio de Aracaju). "Deu-nos o concertista esplêndidas versões, sublinhadas com intensa pureza de sonoridade e uma poesia cativante". (Diário de Notícias).
Alcançou vários prêmios em sua carreira, incluindo os Prêmios Chopin de Varsóvia e do Rio de Janeiro. A UFRN concedeu-lhe o título de Doutor Honoris Causa, além de batizar o auditório da sua Escola de Música com seu nome. Em 1983 recebeu da Câmara de Natal o título de Cidadão Natalense, reconhecendo sua contribuição à música e à cultura. Em 1984 recebeu o Prêmio Guararapes da União Brasileira de Escritores, e em 1989 foi agraciado com a Medalha do Mérito Alberto Maranhão, a mais alta comenda do governo do Rio Grande do Norte, em reconhecimento de serviços prestados ao estado. Em 2001 foi inaugurado em Natal, junto ao Instituto Histórico e Geográfico do Rio Grande do Norte, o Memorial Oriano de Almeida, reunindo o seu acervo de fotografias, documentos, partituras e material de imprensa, mas após sua morte em 2004 o material foi transferido para a guarda da Escola de Música da UFRN. Em 2010 foi lançada sua biografia, escrita por Cláudio Galvão. No mesmo ano a Assembleia Legislativa do Rio Grande do Norte concedeu-lhe in memoriam o título de Cidadão Norte-Riograndense. Em 2019 a UFRN promoveu um ciclo de recitais ao longo de duas noites em sua homenagem, quando foi lançado o documentário Quando as nuvens eram nossas, dirigido por Carito Cavalcanti.